# منزل و موزه جلیل محمدقلی‌زاده (باکو)
منزل و موزه جلیل محمدقلی - منزل و موزه جلیل محمدقلی زاده - منزل و موزه نویسنده و ناشر بزرگ آذربایجانی جلیل محمدقلی زاده است که در سالهای ۱۹۲۰ تا ۱۹۳۲ در آن زیسته و به فعالیت ادبی پرداخته‌است.

## تاریخ
این موزه به تصمیم حکومت جمهوری آذربایجان در سال ۱۹۷۸ در خانه ای به آدرس باکو، خیابان سلیمان تقی‌زاده پلاک ۵۶ (خیابان قدیمی پست) تأسیس و به تاریخ ۲۸ دسامبر سال ۱۹۹۴ در آستانه ۱۲۵-مین سالگرد تولد جلیل محمدقلی زاده افتتاح گردید. حیدر علی اف، سومین رئیس جمهوری آذربایجان در مراسم افتتاحیه شرکت و سخنرانی کرد.

## نمایشگاه

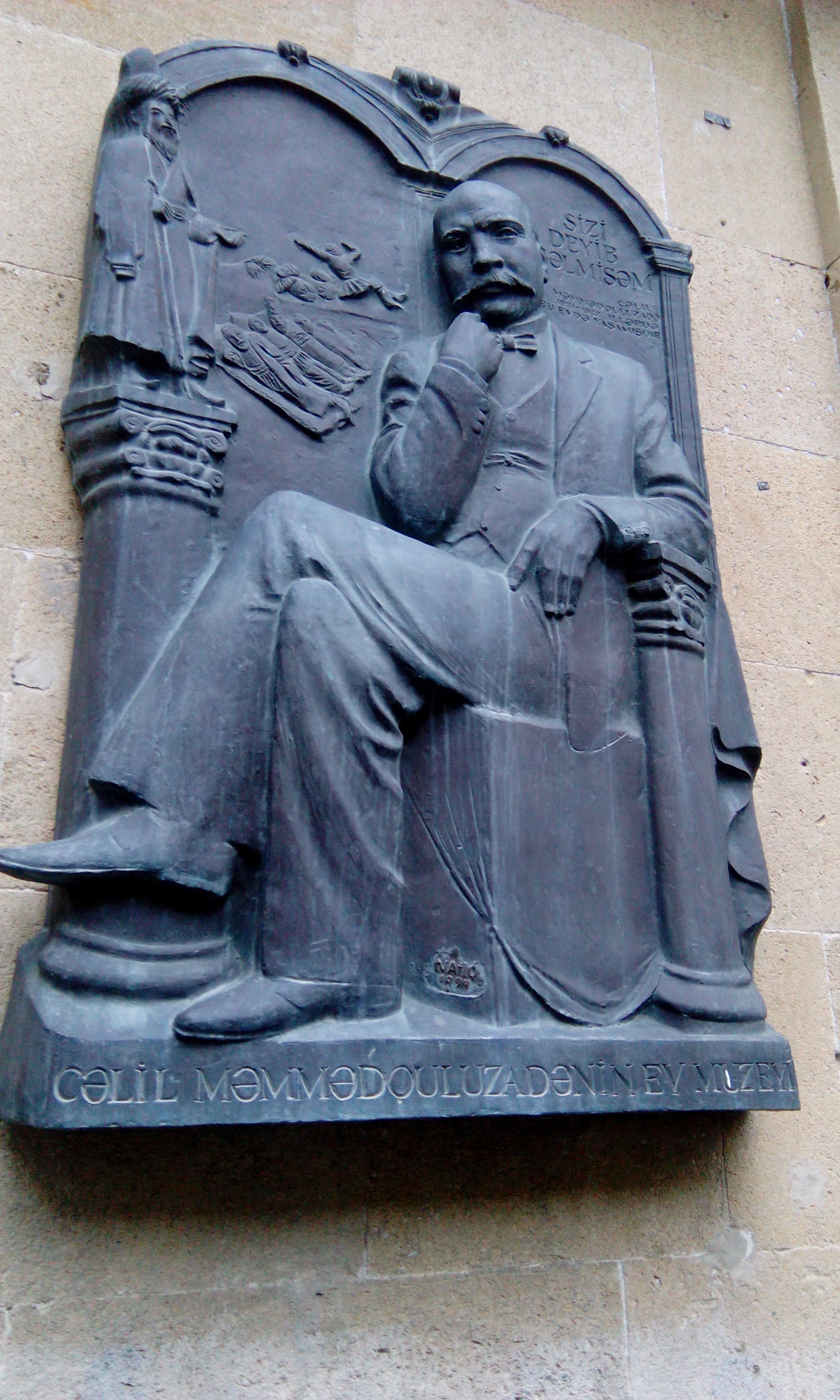
پلاک بر روی ساختمانی که نویسنده اذربایجانی جلیل ممدجولوزاده در باکو، اذربایجان زندگی می کرد.

در این موزه حدود ۳ هزار اثر در مورد زندگی و فعالیت جلیل محمدقلی زاده و سایر ادبای پیرو مکتب ملا نصرالدین جمع‌آوری گردید؛ و حدود ۵۰۰ تن از مجموع این آثار در نمایشگاه موزه معرفی و نمایش می‌گردد. این نمایشگاه در پنج اتاق (به مساحت عمومی ۱۸۵ مترمربع) واقع می‌باشد. در این موزه آثار مربوط به سالهای کودکی، جوانی و تحصیلی، فعالیت‌های تدریس، اقدامات و محیط خلاقانه، و نیز نخستین فعالیت‌های روزنامه‌نگاری و ادبی به نمایش درمی آید. در اتاق کاری نویسنده و تحریریه مجله «ملا نصرالدین» - اتاق یادبود نیز آثاری حاوی دوران سالهای ۱۹۲۲ تا ۱۹۳۲ زندگی و فعالیت جلیل محمدقلی زاده و همچنین آثار مرتبط با فعالیت‌های ادبی ایشان جمع‌آوری گردید. در اینجا همچنین نقشه مربوط به جغرافیای گسترش آثار نویسنده در جهان تهیه گردید. این موزه در زمینه جمع‌آوری، مطالعه و تبلیغ میراث جلیل محمدقلی زاده و سایر ادبای پیرو مکتب ملانصرالدین فعالیت دارد. در سال ۲۰۰۰ حدود هشت هزار تماشاگر از نمایشگاه موزه بازدید کرده و بیش از ۵۰۰ تور تشکیل گردید.

## فعالیت‌های علمی
این موزه در زمینه جمع‌آوری، مطالعه و تبلیغ میراث جلیل محمدقلی زاده و سایر ادبای پیرو مکتب ملانصرالدین فعالیت می‌نماید. این موزه به برگزاری شب‌های ادبی، نشست‌ها، روزهای یادبود، گفتگوها، مسابقات و سایر برنامه‌ها در ادارات و موسسات مبادرت می‌ورزد.

## دیگر منابع
خانه و موزه جلیل محمدقلی زاده (نخجوان)وب سایت اولدوز گشت شرق بایگانی‌شده  در ۱۸ سپتامبر ۲۰۱۸ توسط Wayback Machine

## دسته‌بندی
1. موزه‌ها به ترتیب حروف الفبا:
2. موزه‌های باکو:
3. جلیل محمد قلی‌زاده.